# Piero Carini
Piero Carini (Gênova, 6 de março de 1921 — Saint-Étienne, França, 30 de maio de 1957) foi um automobilista italiano que participou de três grandes prêmios de Fórmula 1: dois em 1952 e um em 1953.
Faleceu aos 36 anos, vítima de um acidente durante as 2 horas de Forez em Saint-Étienne, ao colidir com o Ferrari de António Borges Barreto, colega de equipa português que perdeu também a vida no desastre.